# Station Lublinek
Station Lublinek is een spoorwegstation in de Poolse plaats Łódź.